# Procinetus algericus
Procinetus algericus là một loài tò vò trong họ Ichneumonidae.